# Канцерівка (станція)
Канцерівка — вузлова проміжна залізнична станція 4-го класу Запорізької дирекції Придніпровської залізниці на електрифікованій лінії Апостолове — Запоріжжя II між станціями Мирова (11 км) та Дніпробуд II (8 км). Від станції відгалужується неелектрифікована лінія до станцій Хортиця та Дніпробуд I. Розташована в однойменному селищі та за 1 км від села Нове Запоріжжя Запорізького району Запорізької області.

## Історія
Станція відкрита 1904 року, одночасно з відкриттям регулярного руху поїздів лінією Довгинцеве — Олександрівськ тодішньої Катерининської залізниці.
У 1935 році станція електрифікована постійним струмом (=3 кВ) в складі дільниці Довгинцеве — Запоріжжя.
У 1941 році, під час Другої світової війни, контактна мережа була демонтована, у 1952 році — відновлена.

## Пасажирське сполучення
На станції Канцерівка зупиняються приміські електропоїзди сполученням Марганець — Запоріжжя.